# РК Врбас
Рукометни клуб Врбас је рукометни клуб из Врбаса, Србија. Тренутно се такмичи у Суперлиги Србије. Домаће утакмице игра у Центру за физичку културу „Драго Јововић”.

## Историја
Клуб је 1954. под именом РК „Врбас” основала група младих ентузијаста на челу са наставником физичког васпитања Војином Ровић. Са такмичењем је почео од најниже међуопштинске лиге, да би неколико година касније постао члан Прве Војвођанске лиге.
Шездесетих година клуб због спонзорства фабрике биљних масти и уља мења име у РК „Уљарац”, а изградња стадиона за мале спортове „Мариника” у том периоду је доста допринела развоју рукометног спорта у граду. Због незаинтересованости спонзора и општине да финансирају клуб, он је током раних 60-их стагнирао, а средином 60-их постаје члан Спортског друштва „Радник”, па се тиме клуб издиже на виши ниво, али иако је тада увек завршавао у врху табела није успевао да пласира у више рангове.
Крајем 1969. клуб постаје члан новоформираног Спортског друштва „Врбас”. 1972. након фузије са Партизаном из Ловћенца, клуб постаје члан Јединствене српске рукометне лиге, што је у том тренутку био највећи клупски резултат. Крајем 70-их клуб постаје члан Друге савезне лиге-група запад, у том периоду у Врбасу су гостовале велике европске екипе као што су Барселона, Стеауа и московски ЦСК, а такође се и афирмисало неколико играча, међу којима су најистакнутији били будући репрезентативци Јовица Елезовић, Драго Јововић и Зоран Пузовић. Значајан догађај са краја 70-их је и изградња спортске дворане у склопу Центра за физичку културу, што је допринело даљем развоју клуба. За Врбас играли су још: Драган Момић, Александар Стојановић, Голуб Докнић, Милош Орбовић и Милош Митровић.
Највећи успех у дотадашњој историји клуба је дошао у сезони 1988/89., када је Врбас под вођством тренера Бранислава Кустудића обезбедио пласман у Прву савезну лигу Југославије. Након распада СФРЈ, Врбас такмичење наставља у Суперлиги СР Југославије. Од сезоне 1994/95. узима име спонзора и наступа под називом „Врбас-Фиград”, а у наредним годинама клуб постиже најбоље резултате. Клуб је завршавао стално међу четири најбоља тима у елитном рангу, да би након неколико сезона освојио прво место заједно са београдским Партизаном, али је Врбас ипак остао без титуле јер је поражен у мајсторици.
У сезони 1999/00. клуб је испао из Суперлиге, највише захваљујући лошој финансијској ситуацији. Након неколико сезона се вратио у Суперлигу, где се у свим сезонама борио за опстанак, да би у сезони 2007/08. као последњепласирани испао у нижи ранг. Наредне четири сезоне се такмичио у Првој лиги Србије, а у сезони 2011/12. као другопласирани у Првој лиги је изборио пласман у Суперлигу Србије.